# Hank (Einheit)
Hank (britisches Englisch für „Strang“), auch Lespe, war ein angelsächsisches Längenmaß für Garn, das regional- und materialabhängig warengebunden war. Es wird auch heute noch als Längenmaß für Naturdarm genutzt.

## Als Maß für Garn
Beim Aufwinden des Garns auf die Zählhaspel, auch Weife genannt, wurde nacheinander jeweils eine regional unterschiedliche Anzahl sogenannter Faden (englisch thread) zu einem „Gebinde“ (englisch lea, cut oder wrap) verschnürt oder abgebunden (daher der Name „Gebinde“). Eine bestimmte Menge Gebinde bildete schließlich den fertigen Garnstrang. Ein Faden wurde durch eine volle Umdrehung einer Haspel abgemessen. Die Fadenlänge war daher vom Umfang der Haspel abhängig, der wiederum auch vom Material des zu messenden Garnes, also Baumwolle, Wolle, Leinen oder Hanf, bestimmt wurde.

### Garnnummerierung
Abhängig vom Material des Garns diente das Maß auch zur Festlegung der Garnfeinheit. Die Anzahl der Hanks oder Leas pro 1 Avoirdupois-Pfund ergab die englische Garnnummer. 
- Garn Nr. 10: 8400 Yards/Pound (7680,8 Meter/453,5924277 Gramm)
- Garn Nr. 50: 42.000 Yards/Pound
- Garn Nr. 100: 84.000 Yards/Pound
- Garn Nr. 200: 168.000 Yards/Pound
- Garn Nr. 350: 294.000 Yards/Pound

### Leinengarn
- 1 Thread = 2 ½ Yards = 1013 7/20 Pariser Linien = 2,285 Meter
- 1 Lea/Cut = 120 Threads = 300 Yards
- 1 Heer = 2 Leas
- 1 Slip = 3 Heer = 6 Leas
- 1 Hank = 12 Leas
- 1 Hesp (Stück) = 2 Hanks
- 1 Spindle = 2 Hesps = 14.400 Yards[3]

### Baumwollgarn
- 1 Thread = 1,5 Yards = 608 Pariser Linien = 1,571 Meter
- 1 Lea/Cut/Skein = 80 Threads = 120 Yards = 109,726 Meter
- 1 Hank = 7 Leas/Skeins = 840 Yards = 768,08 Meter
- 1 Spindle = 18 Hanks = 15.120 Yards[4]

### Kammgarn
- 1 Thread/Tum = 1 Yard = 405 7/20 Pariser Linien = 0,914 Meter
- 1 Skein/Lea = 80 Threads = 80 Yards
- 1 Hank = 7 Skeins = 560 Yards
- 1 Dozen (Dutzend) = 12 Hanks = 6720 Yards
- 1 Groß = 12 Dutzend = 80.640 Yards[1][5]

### Maschinengarn
- 1 Lea = 300  Yards
- 1 Hank = 10 Leas
- 1 Bundle/Bole (Bündel, Bund) = 20 Hanks = 200 Leas = 60.000 Yards

oder
- 1 Hank = 12 Leas (sogenannte „irische Weife“)
- 1 Bundle = 16 ⅔ Hanks = 200 Leas

- 1 Pack = 3 Bundles gröberes Garn = 180.000 Yards
- 1 Pack = 6 Bundles feineres Garn = 360.000 Yards

auch möglich:
- 1 Thread = 3 Yards
- 1 Lea/Cut = 100 Threads = 300 Yards

Ganz feine Garne wurden auf einer 1 ½-Haspel gehaspelt.

### Schottisches Haspelmaß
- 1 Lea = 300 Yards
- 1 Rand = 6 Leas = 1800 Yards
- 1 Spindle Scotch = 38 Leas = 14400 Yards
- 1 Dozen (Dutzend) = 12 Rands = 72 Leas = 21.600 Yards[3]

## Als Maß für Naturdarm
Därme von Schaf und Schwein zur Wurstherstellung werden in Packungen zu je 1 Hank = 100 Yards = ca. 91 Meter – als Summe von Teillängen – gehandelt.